# Coenotephria malvaria
Coenotephria malvaria är en fjärilsart som beskrevs av Herrich-Schäffer 1846. Coenotephria malvaria ingår i släktet Coenotephria och familjen mätare. Inga underarter finns listade i Catalogue of Life.